# Analogia wiary
Analogia wiary (łac.  analogia fidei) lub reguła wiary (regula fidei; gr. κανὼν τῆς πίστεως) lub reguła prawdy (gr.κανων της αληθειας) – chrześcijańskie pojęcie teologiczne zakorzenione w myśli Pawła Apostoła, podjęte i wprowadzone do myśli teologicznej jako termin techniczny przez Ireneusza z Lyonu (140-202). W Liście do Rzymian 12:6 apostoł powiedział: 

Mamy zaś według udzielonej nam łaski różne dary: bądź dar proroctwa – [do stosowania] zgodnie z wiarą... (Biblia Tysiąclecia)

„Zgodnie z wiarą” w greckim oryginale brzmi dosłownie „według analogii wiary” (grec. κατὰ ἀναλογίαν τῆς πίστεως). Zwrot analogia wiary można rozumieć na trzy sposoby: 
1. całokształt doktryny chrześcijańskiej
2. wiara danej osoby i jej odpowiedź na łaskę Bożą
3. rodzaj wiary, która może przesuwać góry[2].

Pojęcie to zostało wprowadzone do teologii przez wczesnochrześcijańskiego pisarza  Tertuliana (ok. 150-240). Ten ojciec łacińskiej teologii odniósł je do zrębu nauczania chrześcijańskiego, jako kryterium poszukiwań prawdziwości wiary (De praescriptione haereticorum 12). Pojawiło się już u Klemensa rzymskiego (101 r.), znaczenie teologiczne zyskało u Ireneusza z Lyonu (ok. 202) w jego dziele Przeciw herezjom. Dla Ireneusza Regułą wiary był zespół prawd stanowiących kerygmat chrześcijański. W jego czasach nie zostało jeszcze w sposób oficjalny sformułowane credo chrześcijańskie.
Analogia wiary była szeroko używana przez Św. Augustyna i jest czymś odmiennym od analogii bytu (łac: analogia entis), która w myśli św. Tomasza z Akwinu, pozwala poznać Boga przez porównanie (analogię) ze stworzeniem. Według Krzysztofa Bardskiego w rozumieniu Augustyna reguła wiary była czymś określonym bardziej intuicyjnie, dzięki pomocy Ducha Chrystusowego i w jedności z Kościołem. W sposób oczywisty reguła wiary harmonizuje i wynika z dosłownego sensu Pisma Świętego:

Regułą wiary można by zatem nazwać całość prawd zawartych w doktrynie chrześcijańskiej, niekoniecznie zawartych w Credo lub sprecyzowanych dogmatycznie.

Z kryterium reguły wiary organicznie związane są dwa inne kryteria, mianowicie lex orandi (Prawidło modlitwy) oraz sensus fidelium (zmysł wiernych).
W katolicyzmie ogólnie rozumie się, że analogią (lub regułą) wiary, jako ostatecznym punktem odniesienia i kryterium jej autentyczności, jest Słowo Boże (Dei verbum) zawarte w Piśmie świętym i Tradycji. Benedykt XVI podał zgodność z analogią wiary jako jeden z trzech warunków właściwej interpretacji tekstu biblijnego jako tekstu natchnionego, obok jedności Biblii oraz Tradycji apostolskiej (por.Verbum Domini 34, KKK 114). 
W protestantyzmie analogię wiary wyraża zasada Sola Scriptura; niektórzy protestanci, jak John Wesley, rozumieli ją cztero-członowo: Pismo święte, tradycja, rozum, i doświadczenie; filozofowie z nurtu racjonalistycznego uznają jako analogię wiary jedynie rozum. Jako podstawowe kryterium ortodoksyjności w pierwszych wiekach służyły wyznania wiary, przede wszystkim Skład apostolski, a później Credo nicejskie i Nicejsko-konstantynopolitańskie, Credo Atanazego. Dla chrześcijan z nurtu reformacji było nim Wyznanie Augsburskie, dla anglikanizmu Westminsterskie, a dla mistyków wewnętrzne światło duchowe.